# Vyšněvolocká přehrada
Vyšněvolocká přehrada (rusky Вышневолоцкое водохранилище) je přehradní nádrž na území Tverské oblasti v Rusku. Má rozlohu 108 km². Je 12 km dlouhá a 9 km široká. Má objem 0,32 km³.

## Vodní režim
Přehradní nádrž v dolinách řek Cna a Šlina byla vybudována v 18. století a přehradní hráz byla rekonstruována v roce 1951. Úroveň hladiny kolísá v rozsahu 3 m. Reguluje sezónní kolísání průtoku.

## Využití
Využívá se pro zásobování vodou, splavování dřeva, vodní dopravu a energetiku. Je zde rozvinuté rybářství (cejni, candáti, štiky). Až 80 % průtoku řeky Cny odtéká z přehradní nádrže Starotvereckým kanálem do řeky Tverca.